# Městské kolo

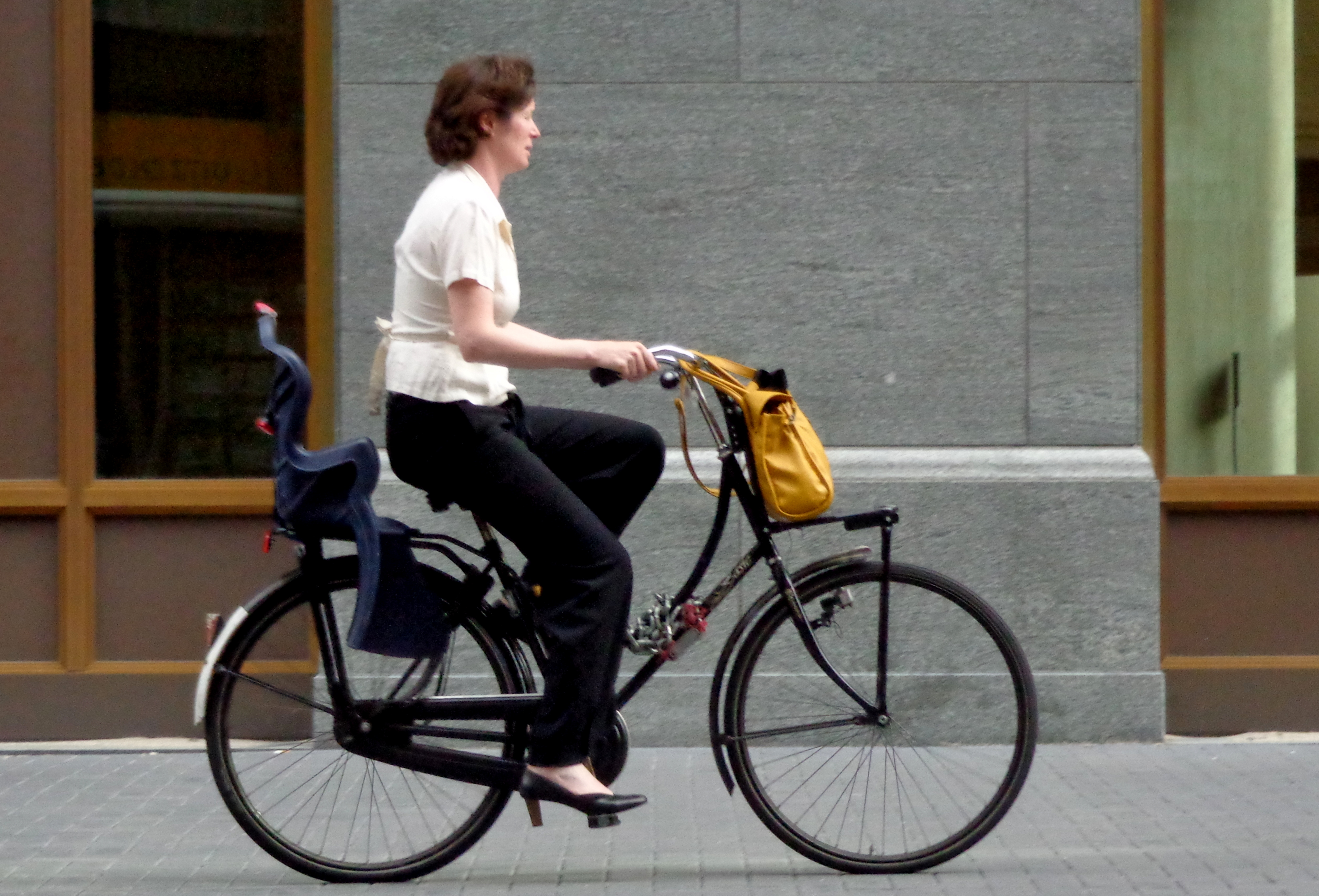
Cyklistka na městském kole

Městské kolo (anglicky City Bicycle, Europan city bike – ECB nebo city-bike) je kolo vytvořené k účelu jízdy městem a jeho okolím. Jedná se o druh kola uzpůsobený k pohodlné jízdě v každodenním oblečení.
Na městském kole se prakticky vše soustřeďuje na pohodlí a použitelnost v městě. Sedlo je tvarované jinak, než u závodních kol. Cyklista je na městském kole spíše vzpřímený. Jeho poloze jsou často přizpůsobena řídítka, která jsou u městských kol spíše vysoká a zakřivená. Městská kola mají méně převodových stupňů. Městskému provozu je přizpůsoben i rám kola. Střední trubka je zkosená pro lepší nasedání a sesedání z kola. Řetěz je chráněn speciálním krytem.
Brzdy jsou důležitou součástí městských kol. Většinou se používají bubnové, kvůli své odolnosti vůči znečištění a otřesům.
Ve velkých městech se setkáváme i s užíváním městských kol jako veřejné dopravy. Celý systém funguje na bázi půjčení kola na jednom místě a zanechání na místě jiném. Vše je často podporováno ekology i sportovními nadšenci. Jízdní kolo je totiž považováno za ekologický dopravní prostředek.